# Dame-Marie (Eure)
Dame-Marie è un comune francese di 93 abitanti situato nel dipartimento dell'Eure nella regione della Normandia.

## Società

### Evoluzione demografica
Abitanti censiti